# Ted Ranken
Thomas "Ted" Ranken (né le 18 mai 1875 à Édimbourg et mort le 27 avril 1950 dans la même ville, est un tireur sportif britannique, triple médaillé d'argent olympique de tir.

## Palmarès
- Jeux olympiques d'été de 1908 à Londres (Royaume-Uni):
  -  Médaille d'argent en tir au cerf courant coup simple à 100 m.
  -  Médaille d'argent en tir au cerf courant coup double à 100 m.
  -  Médaille d'argent en tir au cerf courant coup simple à 100 m par équipes.